# 7521 Wylezalek
7521 Wylezalek eller 1990 QS2 är en asteroid i huvudbältet som upptäcktes den 24 augusti 1990 av den amerikanske astronomen Henry E. Holt vid Palomarobservatoriet. Den är uppkallad efter astronomen Dominika Wylezalek.
Asteroiden har en diameter på ungefär 7 kilometer och den tillhör asteroidgruppen Koronis.